# Austhovde
Austhovde (norwegisch für Osthöhe) ist eine vereiste Landspitze an der Prinz-Harald-Küste des ostantarktischen Königin-Maud-Lands. Sie bildet den östlichen, erhöhten Abschnitt der Halbinsel Botnneset an der Südseite der Lützow-Holm-Bucht. Sie ist gekennzeichnet durch drei Gruppen von Felsvorsprüngen. Dies sind in nord-südlicher Reihenfolge Austhovde-kita Iwa, Austhovde-naka Iwa und Austhovde-minami Iwa.
Norwegische Kartografen, die auch die Benennung vornahmen, kartierten sie anhand von Luftaufnahmen, die bei der Lars-Christensen-Expedition 1936/37 entstanden.